# تريفور هالفرسون
تريفور هالفرسون هو لاعب هوكي الجليد كندي، ولد في 6 أبريل 1971 في White River, Ontario ‏ في كندا.

## وصلات خارجية
- تريفور هالفرسون على موقع دوري الهوكي الوطني (الإنجليزية)
- تريفور هالفرسون على موقع قاعة مشاهير الهوكي (لاعب أن.إتش.أل) (الإنجليزية)
- تريفور هالفرسون على موقع EliteProspects.com (الإنجليزية)
- تريفور هالفرسون على موقع HockeyDB.com (الإنجليزية)
- تريفور هالفرسون على موقع Hockey-Reference.com (الإنجليزية)